# Maison Piringer
La Maison Piringer (en hongrois : Piringer-ház) est un édifice situé dans le 13e arrondissement de Budapest. 